# Carlos de Haya González
Carlos de Haya González de Ubieta (Bilbao, Vizcaya, 1 de marzo de 1902 - Puerto Escandón, La Puebla de Valverde, Teruel, 21 de febrero de 1938) fue un aviador español, especialmente conocido por su participación en ráids aéreos y su actuación para el bando sublevado durante la guerra civil española. Murió al impactar su avión contra  otro aparato republicano y caer al suelo. Falleció en el impacto.

## Biografía

### Estudios y docencia

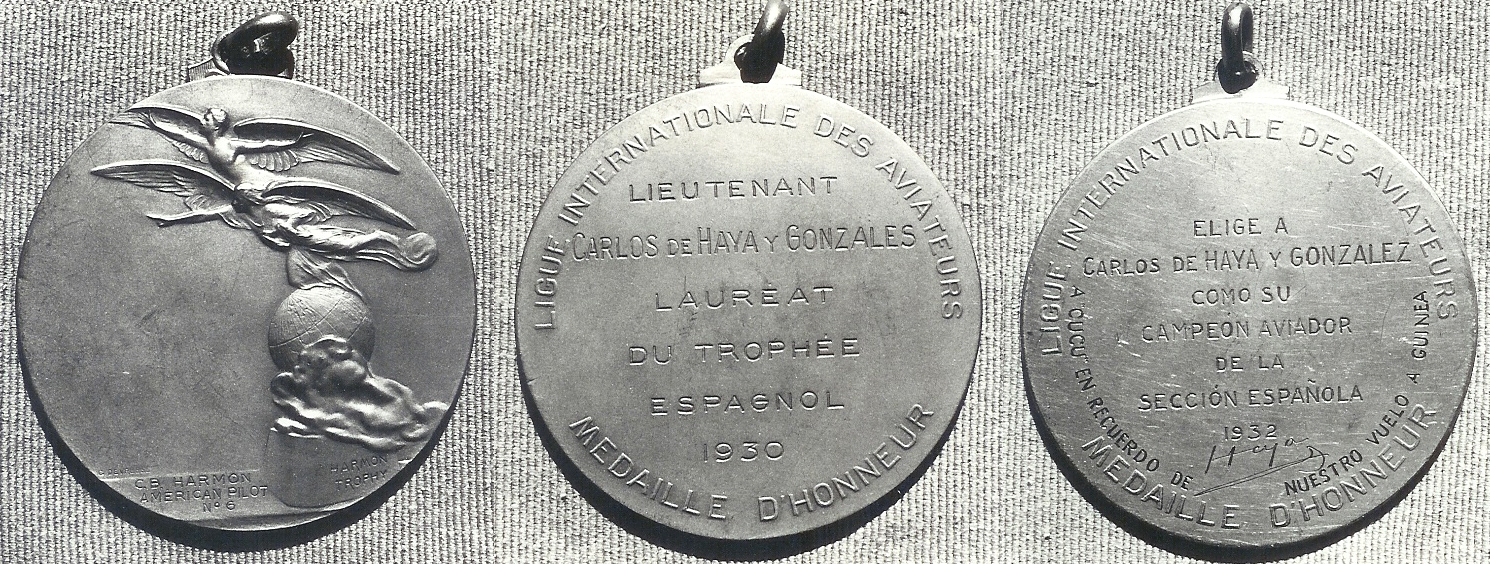
Tres récords mundiales.

A los dieciséis años de edad ingresa en la Academia de Intendencia de la que sale en 1921, como alférez con el número 2 de su promoción, y, tras unos meses destinado en la Comandancia de Tropas de Intendencia, en Burgos, marcha a Marruecos y allí, en territorio de Melilla, participa en numerosos convoyes a las posiciones avanzadas, librando combates en diversas ocasiones; toma parte también en la operación de reconquista de la posición de Afrau.
Poseía los siguientes títulos:
- Curso de hidroaviones en 1926
- Profesor de mecánicos
- Paracaidista
- Radiotelegrafista

Capitán en 1932, fue profesor en las escuelas de pilotaje de Alcalá de Henares y Cuatro Vientos.

### Campaña de África

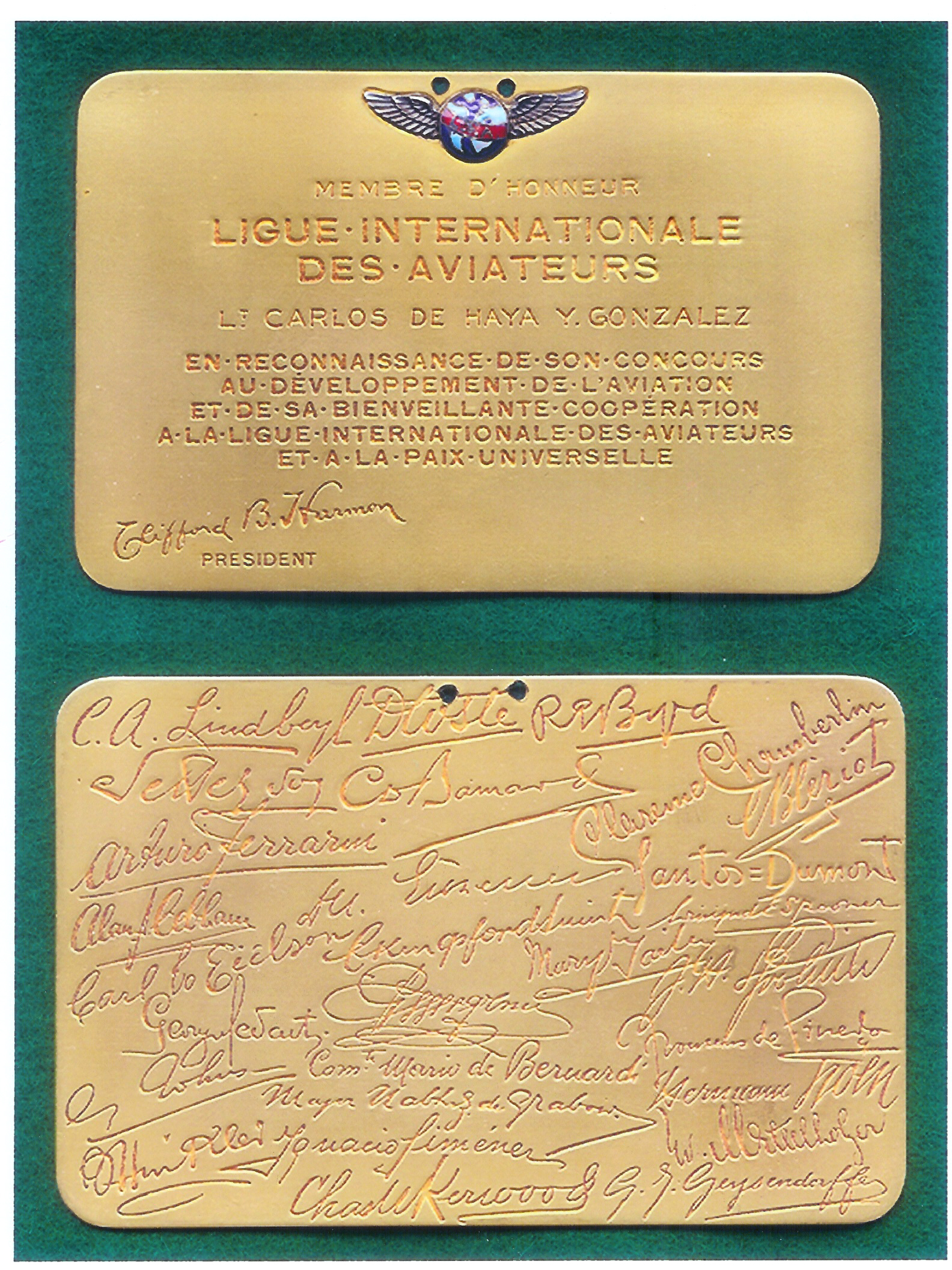
Firma de aviadores donada por la liga internacional.

En 1925, ya teniente, se encuentra destinado en la 5.ª Compañía de Montaña, destacado en Tafersit en servicio de campaña; solicita realizar el curso de piloto en Albacete y una vez efectuado y obtenido el correspondiente título pasa a la Escuela de Transformación para alcanzar el de piloto militar con el que es destinado al I Regimiento de Aviación.
Se incorpora en la zona oriental del protectorado español de Marruecos a la Escuadrilla Brístol, estacionada en el aeródromo de Nador, y con ella participa en las operaciones de la campaña, realizando numerosas misiones de reconocimiento y bombardeo en el sector de Sidi Messaud y el de Yebel Uddía, los poblados de Tasaguín e Immalaten y tantos otros puntos por donde, venciendo fuerte resistencia, van avanzando penosamente las fuerzas españolas. A finales de 1926 es designado para seguir un curso de hidroaviones en Los Alcázares, reintegrándose una vez terminado a su escuadrilla en Melilla. Trasladada aquella al aeródromo de Auárnara, en Larache, en enero de 1927, participa desde allí en las operaciones del frente occidental, bombardeando Tazarut, los poblados de Royarsa y numerosos objetivos de la kabila de Beni Arós. En las últimas fases de la campaña, mientras en Zoco el Had de Beni Berkul apoya con sus ametralladoras el avance de la columna Capaz, es alcanzado por el fuego de tierra, resultando herido y siendo citado como distinguido.

### Aviador

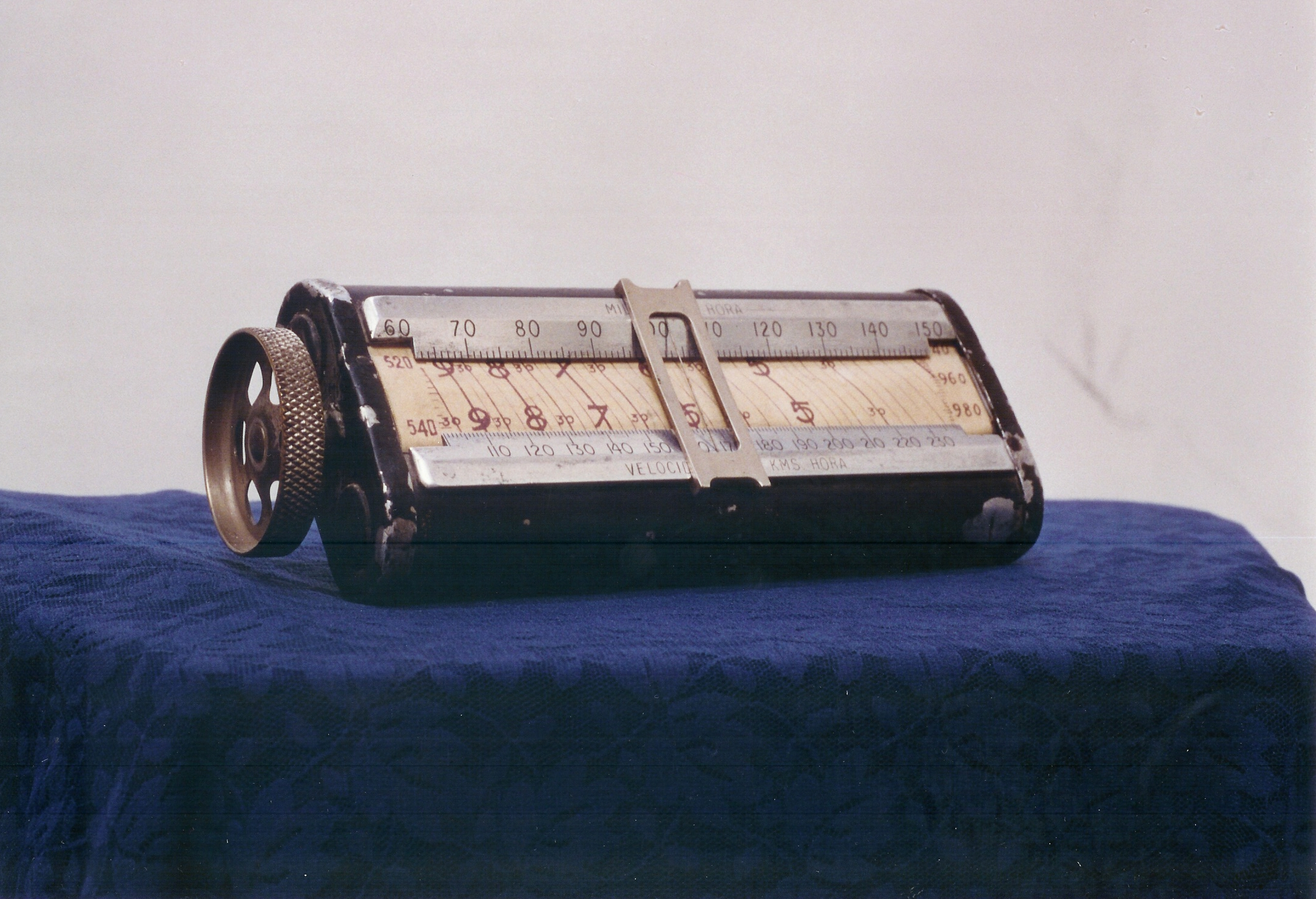
Invento para la deriva de vuelos.

Terminada la guerra, realiza junto con Tauler la primera vuelta aérea a España, en la que las etapas nocturnas y las que ha de realizar entre nubes le obligan a utilizar el radiogoniómetro y a resolver numerosos problemas técnicos creados por un sistema que está en sus comienzos y del que todo está por aprender.
En 1929, en el avión Breguet XIX modelo Gran Raid que con la matrícula 12~71 estaba asignado al Aeródromo de Cuatro Vientos, acompañando al capitán Cipriano Rodríguez, establece los récords de velocidad en circuito, sobre 5.000 y 2.000 km sin carga y 2.000 con 500 kilos.
Dos años más tarde, en la Navidad de 1931, con el mismo aeroplano y formando tripulación asimismo con Cipriano Rodríguez Díaz «Cucufate», lleva a cabo el Raid a Guinea, cubriendo en una sola etapa los 4.300 kilómetros que separan a Sevilla de Bata, en un brillante y preciso vuelo de veinticuatro horas en el que sobrevuela el desierto del Sáhara y la selva del Níger.

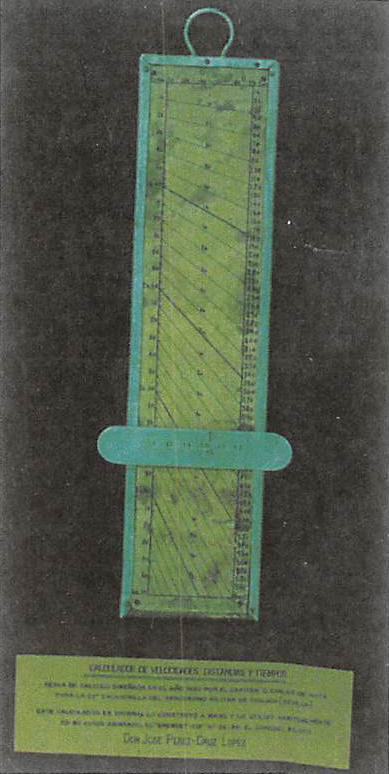
Regla de Cálculo donada por el Colaborador J. Pérez-Cruz

### Inventor

Patente española del Integral Haya.

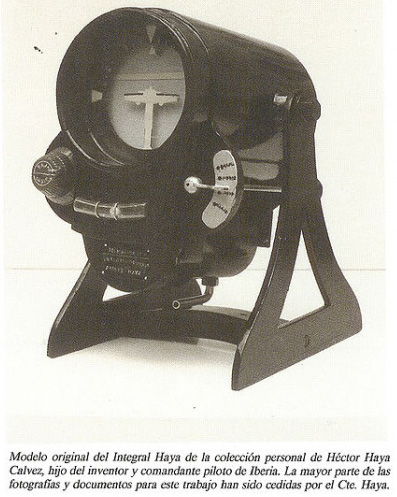
Integral giroscópico Haya inventando por Carlos de Haya que permitirá el vuelo nocturno.

Inventa un integral giroscópico que será adoptado en el Servicio de Aviación con el nombre de «Integral Haya» y será patentado en España y Francia. Además, patenta un corrector de derivas.
En 1930, patenta la Regla de Cálculo; consistía en una tira de papel milimetrado  en la que aparecían trazadas las líneas de tiempos, desde 0 a 5 h con intervalos de 5 min; las líneas de distancias, desde 0 a 500 km con intervalos de 10 km y un fiel móvil de velocidades desde 120 a 170 km/hora.

### Guerra Civil
En julio de 1936, al iniciarse la guerra civil española se dirige desde Málaga a Sevilla, en cuyo aeródromo de Tablada estaba destinado como jefe de la 2.ª Escuadrilla de Breguet XIX del grupo 22, para unirse al golpe de Estado contra la Segunda República. Con el DC-2 capturado en Tablada se vincula intensamente al Puente aéreo del Estrecho y participa en el llamado «Convoy de la victoria». Además de actuar como piloto personal de Franco, realizó numerosos servicios de guerra, entre los que destacan los aprovisionamientos al Santuario de Nuestra Señora de la Cabeza, asediado por las fuerzas republicanas hasta el 1 de mayo de 1937, cuando el Santuario, defendido por un centenar de guardias civiles y totalmente arruinado, es conquistado por las tropas republicanas. Durante esta época utilizó el método de "pavos como paracaídas", ya que las provisiones eran delicadas, como los medicamentos, y estas aves permitían que no se rompieran, además de que se podían comer.
Durante la Batalla de Belchite, en 1937, vuelve a destacarse realizando uno de estos arriesgados abastecimientos. Esta vez a bordo de un Junkers Ju 52, realiza múltiples vuelos rasantes sobre la población sitiada, bajo un nutrido fuego antiaéreo y caza republicana, para abastecer de medicinas, víveres y municiones a los defensores. 

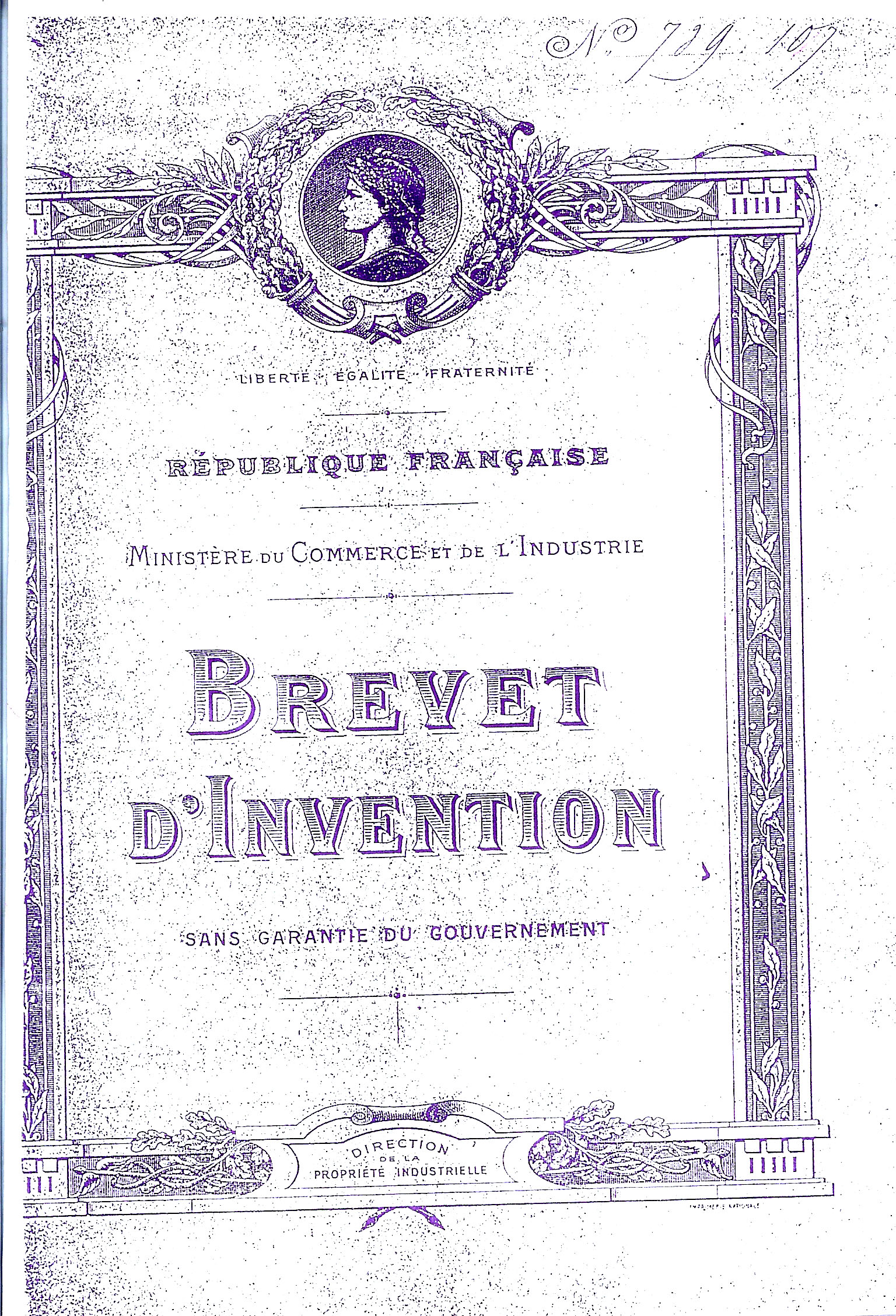
Patente francesa del Integral Haya.

Es agregado al grupo de caza italiano Asso di Bastoni equipado con Fiat CR-32 «Chirri». El 21 de febrero de 1938, en plena Batalla de Teruel, se incorpora rápidamente al frente desde Bilbao, donde asistía al funeral por su madre. En una gran batalla aérea sobre Escandón, colisionó con un "Chato" republicano: El Capitán Haya embistió por la cola al avión del piloto y sargento republicano, Francesc Vinyals, cuando este perseguía a un compañero de Haya. Haya murió al estrellarse su avión contra el suelo. El "as" franquista Joaquín García-Morato, que era su cuñado, reclamó el cuerpo a los jefes de la aviación republicana Hidalgo de Cisneros y Camacho Benítez, pero no recibió contestación.
Con más de 300 servicios de guerra en los 19 meses que pudo combatir, voló una media de 40 h mensuales. Fue condecorado a título póstumo con la Laureada de San Fernando y la Medalla Militar y se le concedió un ascenso por méritos de guerra. Además fue condecorado con la Medalla de Oro Italiana (Laureada Italiana).

## Memoria histórica
Tuvo una calle en su honor en Madrid, "Capitán Haya", que pasó a denominarse calle del Poeta Joan Maragall por el pleno del Ayuntamiento de la capital en 2017, sin embargo, el nombre de "Capitán Haya" deberá ser restituido, al haberse estimado el recurso por el fallo de la sentencia n.º 13/2019 del Juzgado de lo Contencioso-Administrativo n.º 15 de Madrid.
Asimismo en Bilbao también se le ha cambiado el nombre (Francesc Maciá). En Málaga, el Hospital Carlos Haya sustituyó su nombre al de Hospital Regional Universitario de Málaga por acuerdo de la Dirección General de Memoria Democrática de la Junta de Andalucía en aplicación de la Ley autonómica y una de las principales arterias de la ciudad pretende ser renombrada a "Camino de Antequera" en 2018 pero sigue manteniendo el nombre Carlos Haya.
En Santander se conserva aún una calle en su honor, curiosamente en la zona portuaria y del ferrocarril. 43°27′20″N 3°49′17″O / 43.4556157, -3.821372  En Getafe cuenta con un monumento en una plaza cercana a la Base Aérea por donde pasó en su recorrido de la Raid Madrid-París.
En Sevilla el instituto de educación secundaria y Bachillerato "IES Carlos Haya" le debe su nombre, además de haber sido anteriormente reservado para militares del cuartel de Tablada.